# Silvio Dante
Silvio Manfred Dante (często tylko „Sil”) – fikcyjna postać z serialu Rodzina Soprano grana przez Stevena Van Zandt. Jest on consigliere i najlepszym przyjacielem Tony’ego Soprano.

## Życiorys
Jego ojcem był Joseph „Beppo” Dante, żołnierz, zabity w 1959. Silvio był przyjacielem Tony’ego z dzieciństwa. Również przez jego wczesną aktywność przestępczą do świata mafii zostali wciągnięci Tony Soprano, Ralph Cifaretto i Jackie Aprile Sr. Jego marzeniem z dzieciństwa było zostać profesjonalnym piosenkarzem, ale niestety nigdy się nie spełniło. Jednak Silvio nie odciął się od show biznesu. Przez lata był właścicielem kilku klubów w północnym Jersey. Silvio zaczął awansować w rodzinie od czasu napadu na cotygodniową grę w karty organizowaną przez Feecha La Manna, którą ograbił razem z Tonym i Jackiem. Razem z Tonym wstąpił w szeregi ekipy ojca Tony’ego, Johnny’ego „Boy” Soprano. Odegrał znaczącą rolę w przejęciu przez Tony’ego roli kapitana po śmierci jego ojca. Przez obecność w ekipie Soprano Silvio zapoczątkował dobrą przyjaźń z Salvatore „Big Pussy” Bonpensiero i Paulie „Walnuts” Gualtieri. Silvio często naśladował Ala Pacino, co było często powodem wielu śmiesznych momentów w serialu. Ubiera się bardzo ostrożnie i swoją mimiką potrafi wyrazić wszystko. 
Silvio jest właścicielem klubu Bada Bing, największego klubu ze striptizem jaki kiedykolwiek prowadził, który jest także jednym z najważniejszych miejsc spotkań rodziny. Także Silvio powiedział Tony’emu o tym, że jego wujek Junior planuje dokonać egzekucji w restauracji należącej do Artiego Bucco, przyjaciela ze szkoły Tony’ego. W krótkiej i krwawej wojnie w 1999 roku z ekipą Juniora Soprano Silvio pomagał Tony’emu zaplanować ataki na Chucky'ego Signore w Mikeya Palmice. Okazał także pomocną dłoń gdy dowiedział się, że jego przyjaciel chodzi na terapię.
Silvio jest jednym z najtrzeźwiej myślących ludzi Tony’ego. Bardzo często pomagał mu wychodzić z ciężkich sytuacji obronną ręką. Dzięki temu jest najbardziej zaufanym człowiekiem Tony’ego. Jego awans na pozycję consigliere, kiedy Tony awansował na bossa był tylko formalnością. Zachowanie Silvia podczas gry w pokera pozostawia jednak wiele do życzenia. Jego zajęciami w nielegalnych interesach są ściąganie długów oraz zakłady bukmacherskie.
Silvio jest także wymagającym ojcem swojej nastoletniej córki, Heather, oraz wspaniałym mężem Gabrielli, którą kocha ponad wszystko. Kiedy Silvio dowiaduje się, że trener jego córki był w związku z jej koleżanką, Silvio szuka zemsty, jednak po namowie Tony’ego pozwala, aby sprawą zajęły się władze. 
Silvio często był pokazywany jako egzekutor. Wykończył on Jimmy’ego Altieri pod koniec pierwszego sezonu. Następnie razem z Tonym i Pauliem, zabił Salvatore „Big Pussy” Bonpensiero w drugim sezonie. W piątym sezonie wykonuje egzekucję na Adrianie La Cervie. Wszyscy zabici byli informatorami FBI i sprzedawali informacje, które mogły obciążyć rodzinę DiMeo.
Silvio nie był zachwycony kiedy dowiedział się, że Tony „mianował” Christophera Moltisanti jako pośrednika pomiędzy nim a resztą rodziny, tylko z powodu ich pokrewieństwa. Było to najbardziej widoczne, gdy Paulie został aresztowany na cztery miesiące za posiadanie broni. Tony mianował wtedy Christophera jako zastępcę Pauliego i tymczasowego kapitana. Sil wydał rozkaz, wbrew Tony’emu i Christopherowi, jednemu z żołnierzy, Patsy’emu Parisi, aby ukradł z budowy esplanady elementy konstrukcji. Przysporzyło to sporych problemów Chrisowi. 
Silvio pomagał Tony’emu w podjęciu decyzji związanych z Richiem Aprile, Ralphem Cifaretto, Feechem La Manna oraz Tonym Blundetto. Często przekonywał Tony’ego aby postąpił wbrew sobie, bardzo często bez wzbudzania gniewu w Tonym.
Kiedy Tony zapada w śpiączkę po tym jak zostaje postrzelony przez Juniora, na Sila spada brzemię prowadzenia rodziny DiMeo. Na początku wydaje się być z tego zadowolony, nawet żałuje, że wcześniej nie przyjął propozycji Jackie Aprile Sr. aby zostać bossem w latach 90. Jego ambicje jednak szybko się kończą kiedy spada na niego ciężar z jakim musi się zmagać boss. Również rosnące naciski i problemy z astmą wpływają na jego ambicje. Po tygodniu rządzenia Silvio przechodzi ostry atak astmy, który przynosi wiele niepewności. 
Kiedy wraca na bardziej pasującą mu pozycję consigliere Silvio nadal pomaga Tony’emu w podejmowaniu ważnych decyzji. Kiedy Vito opuścił organizację, proponuje jeszcze raz rozważyć sprawę „wybaczenia” mu, z powodu reakcji pozostałych kapitanów. Po niemiłych dowcipach Tony’ego na temat poważnej rany Bobby’ego Bacala, punkt widzenia Silvia był wystarczający, aby pokazać Tony’emu, że był niesprawiedliwy.
Kiedy Vito Spatafore wraca z New Hampshire, Silvio mówi, że wielu będzie chciało się go pozbyć, jednak mimo wszystko Tony pozwala mu prowadzić agencję towarzyską w Atlantic City. Silvio cały czas naciskał na Tony’ego aby „zajął” się Vitem. Kiedy ostatecznie Phil Leotardo kończy z Vitem, Silvio radzi aby Tony zabił kogoś z ekipy Phila, ale Tony chcąc uniknąć wojny wysadza jedno z pomieszczeń należących do Phila.